# SK Tirana
SK Tirana är en sportklubb från Tirana, Albanien, grundad 1920. Den har flera sektioner:
- KB Tirana (basket)
- KF Tirana (fotboll)
- KV Tirana (volleyboll)